# Pimelea biflora
Pimelea biflora är en tibastväxtart som beskrevs av N. A. Wakefield. Pimelea biflora ingår i släktet Pimelea och familjen tibastväxter. Inga underarter finns listade i Catalogue of Life.